# 34854 Пакуіфрутос
34854 Пакуіфрутос (34854 Paquifrutos) — астероїд головного поясу, відкритий 13 жовтня 2001 року.
Тіссеранів параметр щодо Юпітера — 3,118.